# Otto Kloppmann
Otto Willi Kloppmann (ur. 29 stycznia 1902 w Immensen, zm. 26 października 1988 w Oldenburgu) – zbrodniarz hitlerowski, SS-Hauptscharführer, szef gestapo w niemieckich obozach koncentracyjnych Majdanek i Dachau.

## Życiorys
Członek NSDAP i SS od 1933. W latach 1924–1936 pracował w Schutzpolizei. Następnie przeszedł do Kriminalpolizei w Hanowerze. Od lutego 1942 pełnił służbę w obozie dla jeńców wojennych w Lublinie-Majdanku, a od stycznia 1943 do 21 lipca 1944 kierował gestapo (Wydziałem Politycznym) w obozie koncentracyjnym Majdanek. W początkach listopada 1943 organizował wraz z Martinem Weissem (komendantem obozu) i Antonem Thumannem (kierownikiem obozu) akcją masowego rozstrzelania 17 tysięcy Żydów podczas akcji Erntefest. Oprócz tego brał udział w egzekucjach i torturował więźniów podczas przesłuchań. Od 20 września 1944 do 29 kwietnia 1945 Kloppmann był szefem gestapo w obozie Dachau. I tu ma na sumieniu liczne zbrodnie, w tym: udział w selekcjach niezdolnych do pracy więźniów, których kierowano następnie do Auschwitz-Birkenau celem zagazowania, kierowanie egzekucjami, maltretowanie więźniów czy okrutne przesłuchania.
W lutym 1949 został skazany przez sąd w Bergedorfie na 2,5 roku pozbawienia wolności za udział w organizacji przestępczej. Prowadzono przeciwko niemu w tym czasie również śledztwo w związku ze zbrodniami popełnionymi w Dachau, ale do procesu nie doszło. W latach 1954–1962 Kloppmann pracował w Schutzpolizei w Nordenham, po czym przeszedł na emeryturę. Początkowo miał być także oskarżonym w trzecim procesie załogi Majdanka. Postępowanie przeciwko Kloppmannowi zawieszono jednak w 1981.